# Igreja da Misericórdia da Pederneira
A Igreja da Misericórdia da Pederneira, ou Igreja da Santa Casa da Misericórdia da Pederneira, localiza-se no lugar da Pederneira, na freguesia de Nazaré do município da Nazaré, região Oeste e distrito de Leiria, em Portugal.
A Igreja da Misericórdia da Pederneira está classificada desde 1978 como Imóvel de Interesse Público.

## História
A primitiva Capela da Misericórdia, situada na Nazaré (Portugal), foi criada para albergar a Irmandade da Misericórdia da Pederneira instituída antes de 1561, que tinha como principal função administrar o Hospital da Pederneira.
Em 1877, a irmandade foi extinta e os seus bens passaram para a Real Casa de Nossa Senhora da Nazaré, que fundou um Hospital no Sítio da Nazaré, para continuar a acção de assistência daquela Misericórdia. Provavelmente, à época, o antigo hospital e a casa da irmandade, de que restam o portal de acesso e uma escada no alçado oeste da igreja, já estivessem num estado próximo da ruína.

## Caracterização
O edifício, ao gosto da arquitectura religiosa maneirista, é constituída pelo corpo da igreja, de planta rectangular simples, que contém adossado um segundo corpo quadrangular referente à sacristia.
O interior de nave única contém pavimento de taburnos coberto por uma falsa abóbada de madeira, em arco abatido. No alçado Oeste, abre-se uma curiosa tribuna, formada por cinco grupos de colunas jónicas, em mármore, de fuste canelado que sustentam um entablamento no mesmo material. Esta tribuna actualmente não possui qualquer acesso, pois comunicava com o antigo hospital.
A Capela-mor está demarcada do corpo da igreja através de uma cota mais elevada e de uma balaustrada em madeira. No altar-mor encontra-se uma imagem do Senhor dos Passos, e uma imagem de Cristo morto. Os altares laterais, em talha dourada, têm nichos centrais contendo imagens, ladeados por colunas estriadas, nomeadamente do lado direito o Senhor da Cana Verde e do lado esquerdo Nossa Senhora das Dores. Do púlpito destaque para o dossel, em talha dourada.
Sobre a porta principal encontra-se um painel seiscentista de azulejos polícromes que conta como figura central a Virgem da Misericórdia.